# FK Pobeda Prilep
FK Pobeda Prilep (macedoniană:ФК Победа) este o echipă de fotbal din Prilep, Macedonia.

## Titluri
Prima Ligă (Macedonia): 8
- 1959
- 1962
- 1963
- 1979
- 1981
- 1986
- 2004
- 2007

Cupa Macedoniei: 1
- 2002

## Pobeda in Europe
- Q = calificări
- R1 = prima rundă / R2 = a doua rundă / R3 = a treia rundă

| Sezon   | Competiție            | Rundă |           | Club                  | Scor         |
| ------- | --------------------- | ----- | --------- | --------------------- | ------------ |
| 1997/98 | Cupa UEFA             | Q1    | Polonia   | Odra Wodzisław        | 0-3, 2-1     |
| 1999    | Cupa UEFA Intertoto   | R1    | Slovacia  | OD Trencin            | 3-1, 1-3 (p) |
|         |                       | R2    | Italia    | Perugia Calcio        | 0-1, 0-0     |
| 2000/01 | Cupa UEFA             | QR    | România   | Universitatea Craiova | 1-1, 1-0     |
|         |                       | R1    | Italia    | AC Parma              | 0-2, 0-4     |
| 2001    | Cupa UEFA Intertoto   | R1    | Croația   | NK Zagreb             | 2-1, 1-1     |
|         |                       | R2    | Turcia    | Çaykur Rizespor       | 2-1, 2-0     |
|         |                       | R3    | Cehia     | Chmel Blšany          | 0-0, 0-1     |
| 2002/03 | Cupa UEFA             | QR    | Danemarca | FC Midtjylland        | 2-0, 0-3     |
| 2003    | Cupa UEFA Intertoto   | R1    | Slovacia  | FC Spartak Trnava     | 5-1, 2-1     |
|         |                       | R2    | Austria   | SV Pasching           | 1-1, 1-2     |
| 2004/05 | UEFA Champions League | Q1    | Armenia   | FC Pyunik             | 1-3, 1-1     |
| 2005    | Cupa UEFA Intertoto   | R1    | Serbia    | FK Smederevo          | 1-0, 2-1     |
|         |                       | R2    | Germania  | Hamburger SV          | 1-4, 1-4     |
| 2006    | Cupa UEFA Intertoto   | R1    | România   | Farul Constanța       | 2-2, 0-2     |
| 2007/08 | UEFA Champions League | Q1    | Estonia   | FC Levadia Tallinn    | 0-1, 0-0     |

## Lotul de jucători
| Nr. |                       | Poziție | Jucător               |
| --- | --------------------- | ------- | --------------------- |
| 25  | Macedonia de Nord     | P       | Goran Pašovski        |
| 21  | Macedonia de Nord     | P       | Hristijan Srkeski     |
| 1   | Macedonia de Nord     | P       | Dime Nikolovski       |
| 20  | Bosnia și Herțegovina | F       | Vlada Markovic        |
| 22  | Macedonia de Nord     | F       | Viktor Veljanovski    |
| 5   | Macedonia de Nord     | F       | Filip Mirčeski        |
|     | Macedonia de Nord     | F       | Hristijan Gjorgjieski |
|     | Macedonia de Nord     | F       | Aleksandar Stojkoski  |
| 10  | Macedonia de Nord     | F       | Daniel Koteski        |
| 6   | Macedonia de Nord     | F       | Blagojče Dameski      |
|     | Macedonia de Nord     | F       | Filip Spirkoski       |
| 17  | Serbia                | F       | Miodrag Jovanovic     |
| 3   | Macedonia de Nord     | M       | Nove Aceski           |

| Nr. |                   | Poziție | Jucător                |
| --- | ----------------- | ------- | ---------------------- |
| 21  | Macedonia de Nord | M       | Nikola Stisniovski     |
| 16  | Macedonia de Nord | M       | Zoran Koteski          |
| 17  | Macedonia de Nord | M       | Zlatko Delovski        |
| 31  | Macedonia de Nord | M       | Aleksandar Stojanov    |
| 19  | Macedonia de Nord | M       | Nikola Ristov          |
| 20  | Macedonia de Nord | M       | Bektas Jusufoski       |
| 23  | Macedonia de Nord | M       | Milovan Petrovic       |
| 9   | Macedonia de Nord | A       | Ilija Nestorovski      |
| 24  | Macedonia de Nord | A       | Vangel Altiparmakovski |
| 27  | Macedonia de Nord | A       | Stojance Dunimagloski  |
| 30  | Macedonia de Nord | A       | Aleksandar Zojceski    |
| 28  | Macedonia de Nord | A       | Hristijan Todorovski   |
| 26  | Macedonia de Nord | A       | Cvetan Curlinov        |